# Lovelace (cráter)

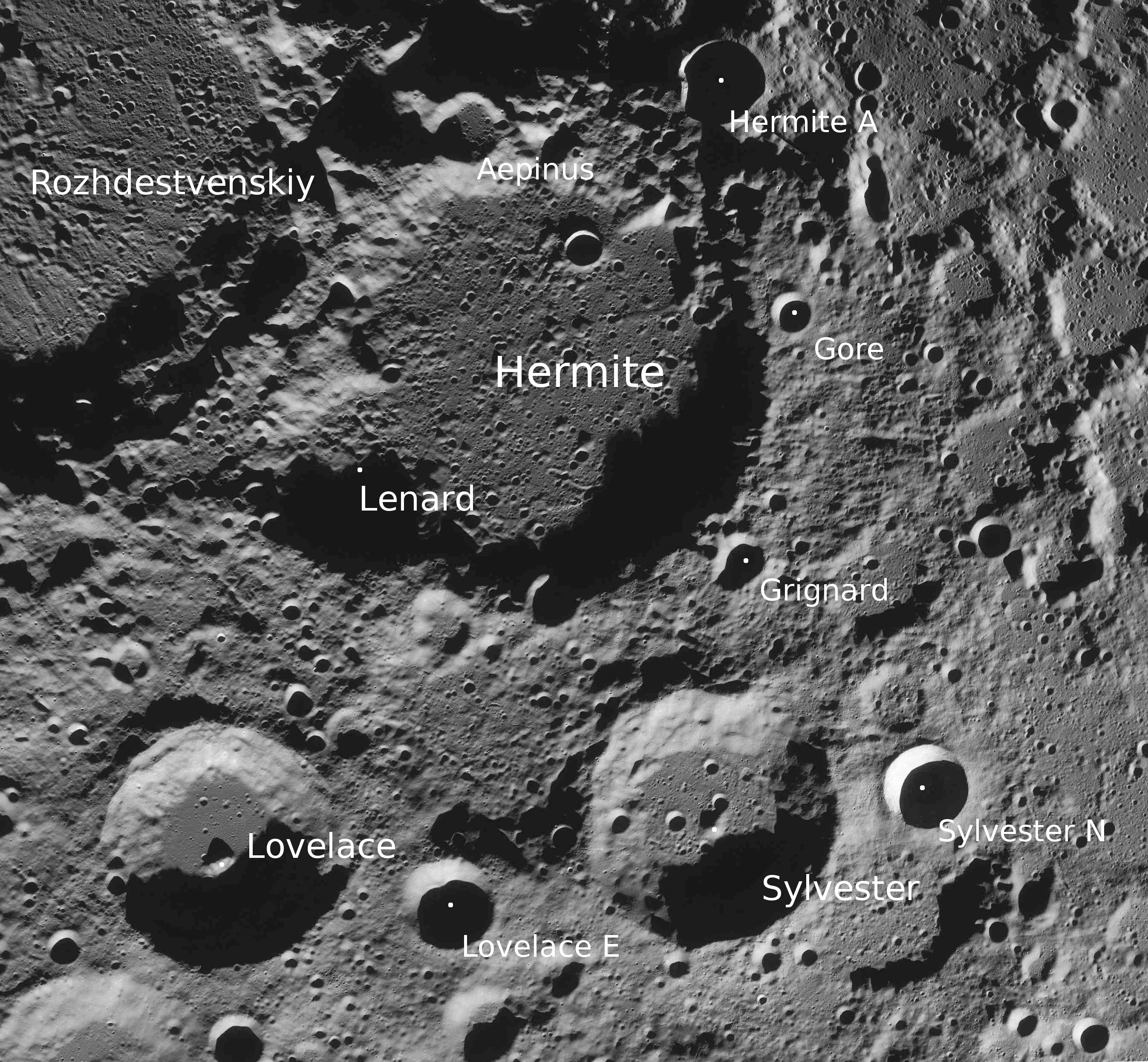
Entorno de Lovelace. Fotografía de la misión LRO.

Lovelace es un cráter de impacto que se encuentra en la cara oculta de la Luna, justo detrás del terminador norte, al sursudoeste del cráter Hermite, y justo al norte de Froelich, ligeramente más pequeño. Al este se halla Sylvester.
|  |

La pared externa de este cráter es casi circular, con un borde bien delineado que no se ha desgastado significativamente. En cambio, la pared interior sí presenta un cierto deterioro, con un perfil suavizado y redondeado, pero no está marcada por ningún pequeño cráter de importancia. Es más estrecha en el borde norte que en otras partes. El suelo interior es nivelado, con un pico central que está situado justo al sur del punto medio.

## Cráteres satélite
Por convención estos elementos son identificados en los mapas lunares poniendo la letra en el lado del punto medio del cráter que está más cercano a Lovelace.
|          | \| Lovelace \| Coordenadas \| Diámetro \| \| -------- \| ----------------------------- \| -------- \| \| E \| 82°06′N 93°18′O / 82.1, -93.3 \| 23 km \| |          |
| Lovelace | Coordenadas | Diámetro |
| E        | 82°06′N 93°18′O / 82.1, -93.3 | 23 km    |